# 市同乡
市同乡，是中华人民共和国河北省石家庄市行唐县下辖的一个乡镇级行政单位。

## 行政区划
市同乡下辖以下地区：
左市同村、李市同村、王市同村、仝市同村、白市同村、麻家庄村、西塔子庄村、东塔子庄村、东霍同村、西霍同村、东瓦仁村、西瓦仁村、山照村、高家庄村和西南庄村。